# ولاية عين تموشنت
ولاية عين تموشنت، إحدى ولايات الغرب الجزائري، ظهرت ضمن التقسيم الإداري لسنة 1984.

## الولاة
تعاقب العديد من الولاة على ولاية عين تموشنت منذ إنشائها في 4 فيفري 1984م من خلال المرسوم التنفيذي رقم 84-09 الذي ينظم الإقليم الوطني الجزائري في إطار ثمانية وأربعين ولاية.
| رقم | الوالي             | البداية           | النهاية         | ولاية المولد |
| --- | ------------------ | ----------------- | --------------- | ------------ |
| 01  | علي سعد            | 4 أفريل 1984م     | 26 جويلية 1989م |              |
| 02  | خليفة بن جديد      | 26 جويلية 1989م   | 29 جويلية 1990م | ولاية الطارف |
| 03  | نصر الدين عكاش     | 29 جويلية 1990م   | 21 أوت 1991م    | ولاية المدية |
| 04  | ناصر سدراوي        | 21 أوت 1991م      | 30 جوان 1994م   |              |
| 05  | إبراهيم بوبريت     | 30 جوان 1994م     | 27 جويلية 1996م |              |
| 06  | عبد القادر زوخ     | 27 جويلية 1996م   | 22 أوت 1999م    | ولاية ورقلة  |
| 07  | عبد المجيد مزعاش   | 22 أوت 1999م      | 16 أوت 2001م    |              |
| 08  | حسين معزوز         | 16 أوت 2001م      | 12 مارس 2006م   | ولاية تيارت  |
| 09  | محمد بودربالي      | 12 مارس 2006م     | 30 سبتمبر 2010م |              |
| 10  | نورية يمينة زرهوني | 30 سبتمبر 2010م   | 5 ماي 2014م     | ولاية تلمسان |
| 11  | أحمد حمو تهامي     | 22 جويلية 2015م · | 13 جويلية 2017م |              |
| 12  | لبيبة ويناز        | 13 جويلية 2017م   | 2018م (حاليا)   |              |

## بلديات الولاية
من بلديات ولاية عين تموشنت (قائمة غير كاملة):
- عين تموشنت
- بوزجار
- المالح
- تارقة
- حمام بوحجر
- بني صاف
- شعبة اللحم
- الأمير عبد القادر
- سيدي الصافي
- تامازوغة
- وادي الصباح
- اغلال
- أولاد الكيحل
- عقب الليل
- حاسى الغلة
- أولاد بوجمعة
- سيدي بن عدة
- العامرية
- عين الطلبة
- عين الأربعاء
- ولهاصة الغرابة
- سيدي ورياش
- عين الكيحل
- مساعيد
- وادي برقش
- شنتوف
- الحساسنة
- سيدي بومدين

## السكان
| ذكور   | فئة عمرية     | إناث   |
| ------ | ------------- | ------ |
| 618    | 85 سنة وأكثر  | 957    |
| 1٬059  | 80 إلى 84 سنة | 1٬245  |
| 1٬921  | 75 إلى 79 سنة | 2٬300  |
| 3٬286  | 70 إلى 74 سنة | 3٬407  |
| 4٬112  | 65 إلى 69 سنة | 4٬158  |
| 4٬788  | 60 إلى 64 سنة | 4٬861  |
| 7٬154  | 55 إلى 59 سنة | 6٬641  |
| 8٬862  | 50 إلى 54سنة  | 8٬444  |
| 10٬377 | 45 إلى 49 سنة | 9٬985  |
| 13٬035 | 40 إلى 44 سنة | 13٬035 |
| 14٬625 | 35 إلى 39 سنة | 14٬407 |
| 16٬542 | 30 إلى 34 سنة | 16٬226 |
| 18٬482 | 25 إلى 29 سنة | 18٬083 |
| 17٬830 | 20 إلى 24 سنة | 17٬205 |
| 16٬284 | 15 إلى 19 سنة | 16٬018 |
| 15٬716 | 10 إلى 14 سنة | 15٬252 |
| 14٬738 | 5 إلى 9 سنوات | 14٬072 |
| 17٬996 | 0 إلى 4 سنوات | 17٬181 |
| 177    | غير معروف     | 159    |

## الزوايا
- «زاوية سيدي سعيد بابا أحمد» بالمالح.[28]
- «الزاوية العيساوية» بولهاصة.[29]
- «زاوية سيدي عبد الكريم الجازولي» بولهاصة[30] · .[31]
- «زاوية سيدي يعقوب» بولهاصة[32] · [33] · [34] · .[35]
- «الزاوية البوعزاوية» بسيدي بن عدة[36] · [37] · .[38]
- «زاوية سيدي أحمد بن يوسف» بعين تموشنت.[39]
- «زاوية سيدي بودية » واد الصباح

## التعليم الجامعي
تضم هذه الولاية العديد من الجامعات ومؤسسات التعليم الجامعي، منها:
- جامعة بلحاج بوشعيب عين تموشنت.[40]

## الشواطئ
يتضمن ساحل هذه الولاية العديد من الشواطئ.
- بوزجار شاطئ بوزجار الأول و الثاني و مداغ الثاني.
- بلدية ولهاصة:
  - شاطئ مداغ.
  - شاطئ رشقون.
- بلدية بني صاف:
  - شاطئ المحطة.
- بلدية سيدي الصافي:
  - شاطئ البحارة.
- بلدية سيدي بن عدة:
  - شاطئ الحجاج.
- بلدية أولاد الكيحل:
  - شاطئ القمر.
- بلدية تارقة:
  - شاطئ الحوتة.
- بلدية أولاد بوجمعة:
  - شاطئ الجامع.
- بلدية امسعيد:
  - شاطئ اللقلق.

## جزيرة رشقون
تقع جزيرة رشقون إلى الغرب من مدينة بني صاف بحوالي 08 كلم، وغير بعيدة عن شاطئ رشقون عند المصب الأدنى لوادي التاقنة، بحوالي 02 كلم، تشتهر بمنارتها المربعة الشكل ذات ارتفاع يصل 15 مترا، أُنشئت عام 1870 وتم تصنيفُها معلما تاريخيا عام 2008.

## نواب ولاية عين تموشنت في المجلس الشعبي الوطني
يبلغ عدد النواب في المجلس الشعبي الوطني عن ولاية عين تموشنت 5 نواب خلال الدورة التشريعية 2017م-2022م التي انطلقت بعد 4 ماي 2017م.
التوزع الجنسي لنواب البرلمان عن ولاية عين تموشنت (2017م-2022م)
يتوزع نواب البرلمان عن ولاية عين تموشنت في الدورة التشريعية 2017م-2022م وفق الجنس حسب النسب التالية:
1. النواب النساء: 1 (20.00 %).
2. النواب الرجال: 4 (80.00 %).

### التوزيع الحزبي
الانتماء الحزبي لنواب البرلمان عن ولاية عين تموشنت (2017م-2022م)
يتوزع نواب البرلمان عن ولاية عين تموشنت في الدورة التشريعية 2017م-2022م حسب عدة قوائم حزبية:
1. حركة مجتمع السلم: 1 نائب (20.00 %).
2. التجمع الوطني الديمقراطي: 1 نائب (20.00 %).
3. جبهة التحرير الوطني: 2 نواب (40.00 %)
4. تجمع أمل الجزائر: 1 نائب (20.00 %).

### القائمة الاسمية للنواب خلال العهدة التشريعية 2017م-2022م
1. فاطيمة جاهد (جبهة التحرير الوطني).[43]
2. زواوي بن زينة (حركة مجتمع السلم).[44]
3. علي حسكر (التجمع الوطني الديمقراطي).[45]
4. بن يوسف زواني (تجمع أمل الجزائر).[46]
5. بوسيف طويل (جبهة التحرير الوطني).[43]

## شخصيات
- بلحاج بوشعيب
- جمال ولد عباس
- علي مصابيح
- الشاب نصرو
- عبدل جعداوي
- مهدي مريامين
- مسعود بلمو
- سعيد بن رحمة
- حميد مراكشي

## وصلات خارجية
- خبار بلادي.. الجزائر.. ولاية عين تموشنت